# 레드먼드 제라드
레드먼드 제라드(영어: Redmond Gerard, 2000년 6월 29일~)는 미국의 스노보드 선수로 주 종목은 슬로프스타일이다. 올림픽에 2회 참가했고 2018년 동계 올림픽 남자 스노보드 슬로프스타일에서 금메달을 획득했다.